# رونکو بریانتینو
رونکو بریانتینو (به ایتالیایی: Ronco Briantino) یک کومونه در ایتالیا است که در استان مونتزا و بریانتزا واقع شده‌است.

## خصوصیات
رونکو بریانتینو ۳٫۰ کیلومترمربع مساحت و ۳٬۲۱۶ نفر جمعیت دارد.